# Hansjörg Martin
Hansjörg Martin, född 1 november 1920 i Leipzig, död 11 mars 1999 på Mallorca, var en tysk författare.
Martin var utbildad grafiker och deltog i andra världskriget som soldat. Efter kriget försörjde han sig bland annat som konstnär, clown och dekoratör och från 1963 som författare. Han skrev ett stort antal kriminalromaner och ungdomsböcker och anses som skapare av den tyska deckaren. Hans böcker såldes i stora upplagor och många filmatiserades och låg till grund för TV-produktioner, bland annat inom ramen för avsnitt av serien Tatort. Till hans minne instiftades år 2000 "Hansjörg-Martin-priset" som varje år ges som utmärkelse till den bästa barn- och ungdomsdeckaren. Prissumman är på 2 500 Euro.
Hansjörg Martin samarbetade med 
Goethe-Institutet och besökte Sverige flera gånger. Han medverkade vid lärarfortbildningar och några av hans texter har använts inom den svenska skolundervisningen i ämnet tyska. 
Översatt till svenska finns detektivromanen Ett mord ur skriften.